# Trimport
Trimport ist eine Ortsgemeinde im Eifelkreis Bitburg-Prüm in Rheinland-Pfalz. Sie gehört der Verbandsgemeinde Bitburger Land an.

## Geographie
Trimport liegt im deutschen Teil des Gutlands. Zu Trimport gehört auch der Weiler Teitelbach.

## Geschichte
Grabfunde und Siedlungsreste lassen auf eine Besiedelung der Gegend in römischer Zeit schließen: Östlich von Trimport wurde 1913 ein größeres römisches Brandgräberfeld zerstört. Unter den Beigaben befanden sich mehrere Bronzegefäße, Eisenwerkzeuge, Keramik und ein Glasfläschchen. Bemerkenswert ist das Vorkommen von handgemachter Keramik spätlatènezeitlichen Charakters, von drei keltischen Münzen und von zwei spätrepublikanischen Denaren. Die Belegung des Gräberfeldes dürfte somit noch in der Spätlatènezeit einsetzen. Die Masse der Gräber gehört offensichtlich dem 1. Jahrhundert n. Chr. an. Die jüngsten Objekte gehören in das späte 2. Jahrhundert n. Chr. Die Bronzegefäßbeigaben sprechen für eine prunkvolle Ausstattung einiger Gräber.
Erstmals urkundlich erwähnt wird das Dorf im Prümer Urbar im Jahr 893 als Trimparden. Trimport war bis ins 15. Jahrhundert Lehen der Grafen von Vianden. Später stand der Ort unter luxemburgischer Landeshoheit. Nach der französischen Annexion 1794/95 kam Trimport zur Mairie Meckel, der späteren Bürgermeisterei Meckel unter preußischer Herrschaft. Im späteren 19. Jahrhundert wurde die Bürgermeisterei zunächst mit Idenheim und dann mit der Bürgermeisterei Bitburg-Land vereinigt. Seit 1970 gehörte Trimport der damals neugebildeten Verbandsgemeinde Bitburg-Land und vom 1. Juli 2014 der Verbandsgemeinde Bitburger Land an.
Statistik zur Einwohnerentwicklung
Die Entwicklung der Einwohnerzahl von Trimport, die Werte von 1871 bis 1987 beruhen auf Volkszählungen:
| Jahr | Einwohner |
| ---- | --------- |
| 1815 | 198       |
| 1835 | 248       |
| 1871 | 231       |
| 1905 | 228       |
| 1939 | 259       |
| 1950 | 251       |

| Jahr | Einwohner |
| ---- | --------- |
| 1961 | 244       |
| 1970 | 252       |
| 1987 | 258       |
| 2005 | 307       |
| 2011 | 285       |
| 2017 | 299       |

## Politik

### Gemeinderat
Der Gemeinderat in Trimport besteht aus acht Ratsmitgliedern, die bei der Kommunalwahl am 9. Juni 2024 in einer Mehrheitswahl gewählt wurden, und dem ehrenamtlichen Ortsbürgermeister als Vorsitzendem. Mit der Wahl 2024 stieg die Anzahl der Ratsmitglieder gemäß dem rheinland-pfälzischem Kommunalwahlrecht von sechs auf acht, da die Einwohnerzahl Trimports auf über 300 gestiegen war.

### Bürgermeister
Horst Bares wurde am 9. Dezember 2021 Ortsbürgermeister von Trimport. Bei der Direktwahl am 9. Juni 2024 setzte er sich mit einem Stimmenanteil von 72,4 % gegen seinen erneut kandidierenden Vorgänger durch und wurde somit für weitere fünf Jahre in seinem Amt bestätigt.
Seine Vorgänger waren Wilfried Haller (Amtszeit 2019 bis 2021) und Alfons Schilz (1994 bis 2019).

### Wappen
| Wappen von Trimport | [ 12 ] |
| Wappen von Trimport | Wappenbegründung: Hinweis auf die Zugehörigkeit zum Herzogtum Luxemburg ist der von silber und blau geteilte Schild. Hinweis auf die Kirchenpatronin, die heilige Katharina, ist das Wagenrad in rot, während das rote Schildchen auf die Grafen von Vianden hinweist. Der Flaggenstock mit durchgehendem roten Kreuz in silberner Hissflagge trägt die Farben der Abtei Prüm und weist auf die Zugehörigkeit zur Reichsabtei hin. |

## Kultur und Sehenswürdigkeiten

### Bauwerke
- Die Kirche St. Katharina, ein 1788 errichteter Saalbau, steht an Stelle einer 1569 erwähnten Vorgängerkapelle.

Siehe auch: Liste der Kulturdenkmäler in Trimport

### Sport
Trimport bildet mit den Nachbargemeinden Dahlem, Idenheim und Sülm den Sportverein DIST.